# ورزشگاه باشگاه الامارات
ورزشگاه باشگاه الامارات ورزشگاهی چندمنظوره در رأس‌الخیمه، امارات متحده عربی می‌باشد. امروزه از آن بیشتر برای برپایی مسابقه‌های فوتبال و به عنوان ورزشگاه خانگی باشگاه فوتبال الامارات امارات استفاده می‌شود. این ورزشگاه گنجایش ۳٬۰۰۰ نفر تماشاچی را دارد.